# 宇都宮市立五代小学校
宇都宮市立五代小学校（うつのみやしりつ ごだいしょうがっこう）は、栃木県宇都宮市五代二丁目にある公立の小学校。
学校周辺には、大人塚古墳、笹塚古墳、綾女塚古墳などがあり、宇都宮市内で最も古墳が多い地域といわれている。

## 沿革

### 年表
- 1978年4月 宇都宮市立五代小学校開校

## 通学区域
- 宇都宮市[3]
  - 雀の宮4丁目の一部、雀の宮7丁目の一部
  - 北若松原1丁目の一部，北若松原2丁目
  - 五代1丁目 - 3丁目
  - さつき1丁目，さつき3丁目の一部，兵庫塚町の一部
  - 西川田7丁目の一部
  - みどり野町の一部
  - 若松原1丁目 - 2丁目，若松原3丁目の一部

## 周辺
- 若松原中学校